# Константа Шешадри
Константа Шешадри — это инвариант обильного линейного расслоения L в точке P на алгебраическом многообразии. Константу ввёл Жан-Пьер Демайи для измерения некоторой скорости роста тензорных степеней расслоения L в терминах струй секций расслоения Lk. Объект являлся предметом рассмотрения в гипотезе Фудзиты.
Константа названа в честь индийского математика К. С. Шешадри.
Известно, что гипотеза Нагаты об алгебраических кривых эквивалентна утверждению, что для более чем девяти точек в общем положении константы Шешадри проективной плоскости максимальны. Имеется общая гипотеза для алгебраических поверхностей, гипотеза Нагаты — Бирана.

## Утверждение
Пусть {\displaystyle {X}} — гладкое проективное многообразие,  {\displaystyle {L}} — обильное линейное расслоение на нём, {\displaystyle {x}} — точка на {\displaystyle {X}}, {\displaystyle {{\mathcal {C}}_{x}}} = {все приводимые кривые, проходящие через точку {\displaystyle {x}} }.
{\displaystyle {\epsilon (L,x):={\underset {C\in {\mathcal {C}}_{x}}{\inf }}{\frac {L\cdot C}{mult_{x}(C)}}}}.
Здесь, {\displaystyle {L\cdot C}} обозначает индекс пересечения расслоения {\displaystyle {L}} и {\displaystyle {C}}, {\displaystyle {mult_{x}(C)}} отражает, сколько раз {\displaystyle {C}} проходит через точку {\displaystyle {x}}.
Определение. Говорят, что {\displaystyle {\epsilon (L,x)}} является константой Шешадри расслоения  {\displaystyle {L}} в точке {\displaystyle {x}}.
- Комментарии к определению. Легко видеть, что {\displaystyle {\epsilon (L,x)}} является вещественным числом.

Фактически, если {\displaystyle {X}} является абелевым многообразием, можно показать, что {\displaystyle {\epsilon (L,x)}} не зависит от выбора точки. Таким образом, в данной ситуации можно опустить точку x и записать просто {\displaystyle {\epsilon (L)}}.